# Die total verrückte Oberschwester
Die total verrückte Oberschwester (Originaltitel: Carry On Matron) ist der 23. Film aus der Carry-On-Filmreihe.

## Inhalt
Sir Bernard Cutting leitet die Geburtsklinik Finisham Maternity Hospital. In der Position muss er sich mit Schwestern, Ärzten und Patienten herumärgern. Doch in dem nach außen hin so eloquent, professionell und abgeklärt wirkenden Mann brodelt es. In ihm wohnt ein regelrechter Hypochonder. Auf den Rat des Psychiaters Dr. Francis A. Goode wendet sich Cutting als Ausgleich dem anderen Geschlecht zu. Ziel seiner Avancen ist die Oberschwester der Klinik.
Unterdessen wollen Sid Carter, Sohn Cyril und Kumpane in die Klinik von Sir Bernard Cutting einbrechen und Antibabypillen stehlen. Dafür muss sich Cyril in eine Schwesternuniform kleiden und versuchen, an die Pillen zu kommen. Dabei läuft er der jungen, sexy Schwester Susan Ball in die Arme, die schnell merkt, dass hinter der Maskerade ein Mann steckt. Was soll Cyril nun tun? Es ist klar, dass alles in einem großen Chaos endet.

## Bemerkungen
Nach 41 Grad Liebe, Das total verrückte Krankenhaus und Das total verrückte Irrenhaus begab sich das Carry-On-Team nun schon zum vierten und damit letzten Mal ins Krankenhaus.
Mit Joan Sims, Kenneth Williams, Barbara Windsor, Terry Scott, Kenneth Connor, Hattie Jacques, Bernard Bresslaw, Patsy Rowlands, Sid James, Jack Douglas und Charles Hawtrey bietet dieser Teil der Serie neben Ein total verrückter Urlaub das größte Aufgebot an regulären Stars auf. Nur Jim Dale und Peter Butterworth spielen in diesem Teil der Reihe nicht mit. Für Jack Douglas war es der erste Auftritt in einem Film der Reihe, für Terry Scott der letzte.

## Kritiken
- „(…) einige Gags und das kabarettreife Zusammenspiel Williams/Jacques retten die Klamotte zumindest für Freunde des deftigen britischen Sexhumors.“ (Wertung: 1½ Sterne = mäßig) – Adolf Heinzlmeier und Berndt Schulz in Lexikon „Filme im Fernsehen“ (Erweiterte Neuausgabe). Rasch und Röhring, Hamburg 1990, ISBN 3-89136-392-3, S. 833.

## Synchronisation
| Rolle               | Darsteller           | Synchronsprecher        |
| ------------------- | -------------------- | ----------------------- |
| Sidney James        | Sid Carter           | Friedrich W. Bauschulte |
| Hattie Jacques      | Oberschwester        | Dagmar Altrichter       |
| Kenneth Williams    | Sir Bernard Cutting  | Lothar Blumhagen        |
| Charles Hawtrey     | Dr. Francis A. Goode | Wolfgang Spier          |
| Joan Sims           | Mrs. Tidey           | Renate Danz             |
| Kenneth Connor      | Mr. Tidey            | Hermann Ebeling         |
| Barbara Windsor     | Schwester Susan Ball | Dagmar Biener           |
| Kenneth Cope        | Cyril Carter         | Arne Elsholtz           |
| Terry Scott         | Dr. Prodd            | Hans-Werner Bussinger   |
| Jacki Piper         | Schwester            |                         |
| Bernard Bresslaw    | Bernie               | Edgar Ott               |
| Patsy Rowlands      | Evelyn Banks         |                         |
| Valerie Leon        | Jane Darling         |                         |
| Marianne Stone      | Mrs Putzova          |                         |
| Amelia Bayntun      | Mrs. Jenkins         | Gudrun Genest           |
| Michael Nightingale | Pearson              | Klaus Miedel            |

## Medien

### DVD-Veröffentlichung
- Die total verrückte Oberschwester. AmCo/MMP 2005

### Soundtrack
- Eric Rogers: Carry On Matron. Suite. Auf: What a Carry On! Eric Rogers’ & Bruce Montgomery’s theme music of the great British Carry On film comedies. vocalion digital, Watford 2005, CDSA6810 – digitale Neueinspielung der Filmmusik in Auszügen durch das Royal Ballet Sinfonia unter der Leitung von Gavin Sutherland